# Brantice
Brantice (en allemand : Bransdorf) est une commune du district de Bruntál, dans la région de Moravie-Silésie, en République tchèque. Sa population s'élevait à 1 392 habitants en 2024.

## Géographie
Brantice est arrosée par l'Opava, un affluent de l'Oder, et se trouve à 7 km au sud-ouest de Krnov, à 15 km au nord-est de Bruntál, à 53 km au nord-ouest d'Ostrava et à 229 km à l’est de Prague.
La commune est limitée par Hošťálkovy au nord, par Krnov au nord-est et à l'est, par Býkov-Láryšov au sud-est, par Lichnov au sud, par Zátor au sud-ouest et par Čaková et Krasov à l'ouest.

## Histoire
La première mention écrite de la localité date de 1222.

## Galerie

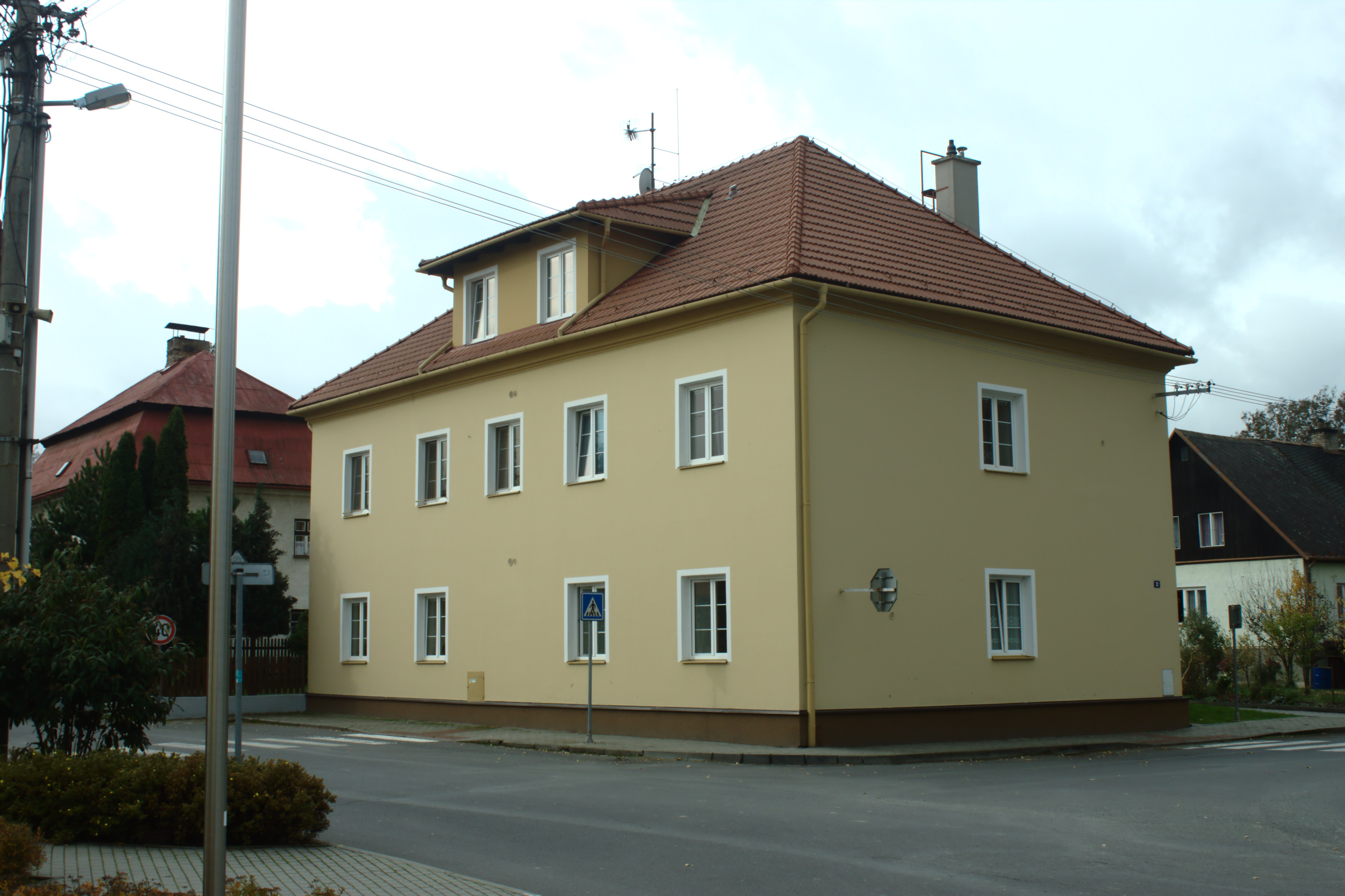
Brantice : la mairie.
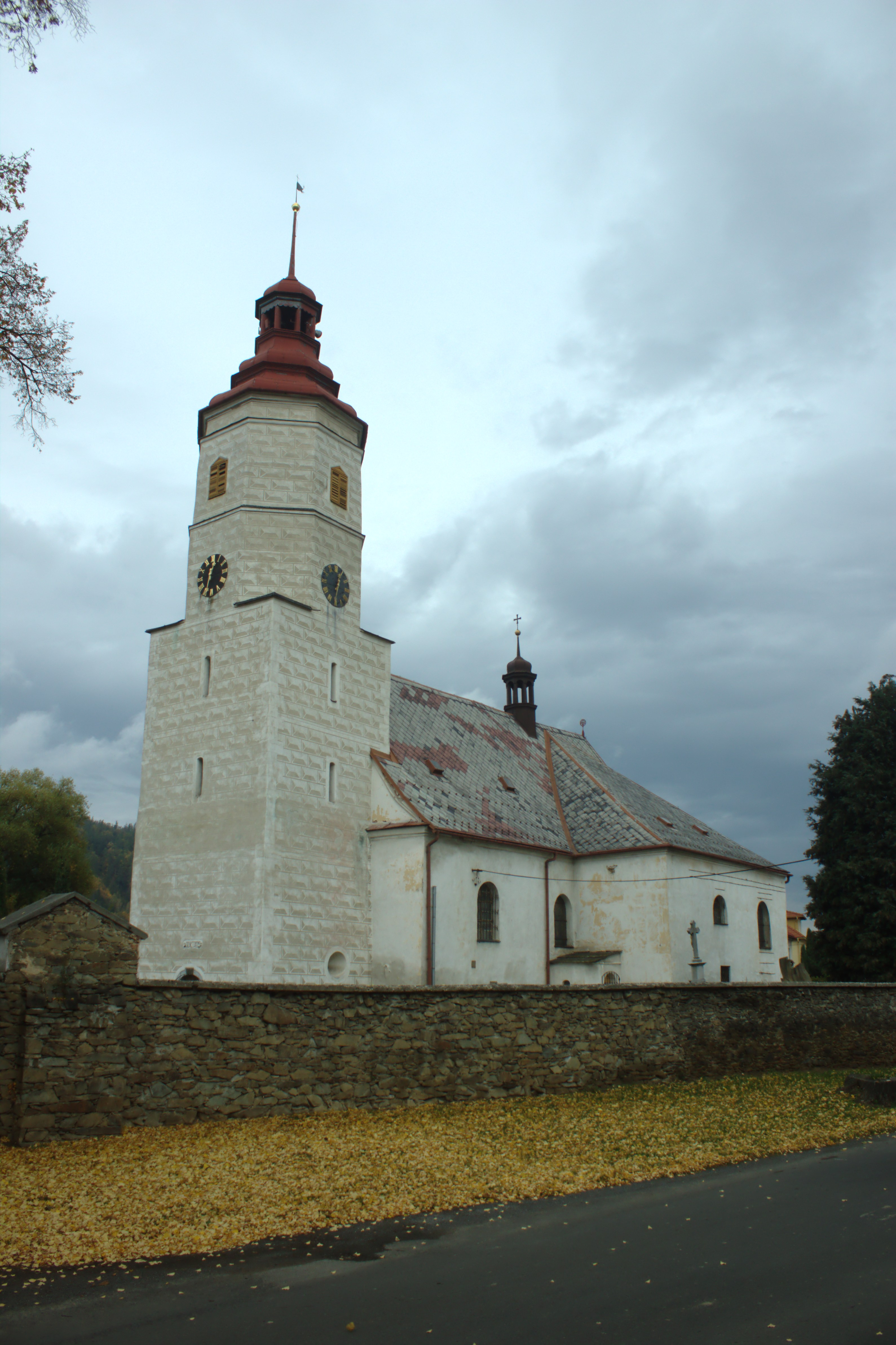
Église de l'Assomption.
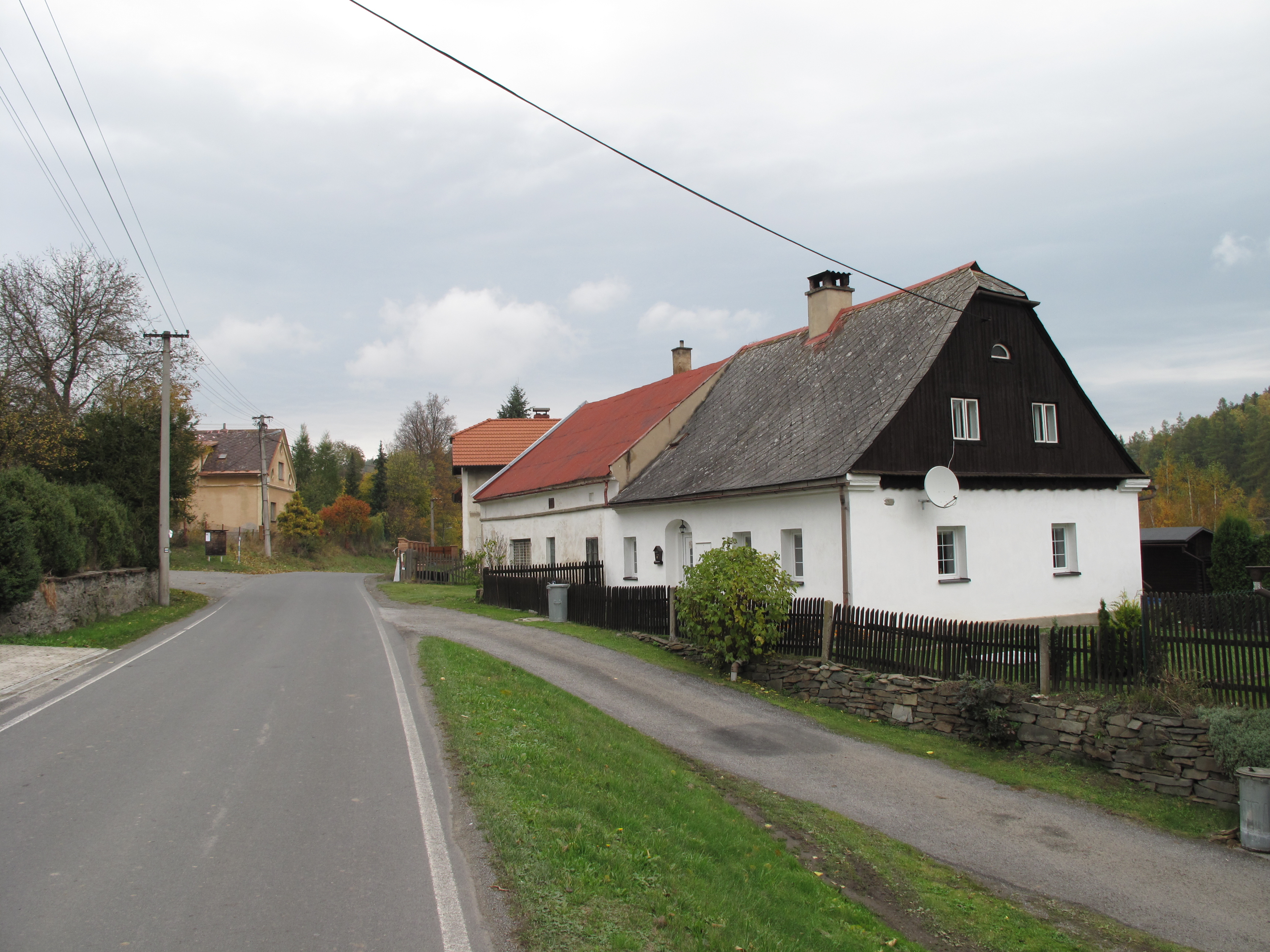
Hameau de Radim.

## Administration
La commune se compose de deux sections :
- Brantice
- Radim

## Transports
Par la route, Brantice se trouve à 16 km de Bruntál, à 71 km d'Ostrava et à 302 km de Prague.